# Diecezja Tarawa i Nauru
Diecezja Tarawa i Nauru (łac. Dioecesis Taravanus et Naurunus, ang. Diocese of Tarawa and Nauru) – rzymskokatolicka diecezja ze stolicą w Bairiki na atolu Tarawa w Kiribati. Obejmuje w całości obszar państw Kiribati i Nauru. Jest sufraganią archidiecezji Suva w Fidżi.
Większość Kiribatyjczyków to katolicy (53,4%). W społeczeństwie Nauru katolicy stanowią ok. trzeciej jego części.

## Historia
Katolicyzm na Wyspy Gilberta wprowadziło w drugiej połowie XIX w. dwóch mieszkańców wyspy Nonouti, którzy przyjęli chrzest pracując na innych wyspach Pacyfiku. Powstanie misji katolickich na innych wyspach również było zasługą osób świeckich. Katolicy zbudowali kościoły, w których gromadzili się w niedziele na modlitwę i śpiewanie hymnów. Tamtejszy Kościół do 1888 nie posiadał jednak kapłanów. Misje te napotykały na wrogość protestantów, którzy założyli tu swoje misje w latach 50. XIX w.
Mieszkańcy Wysp Gilberta wysyłali listy do biskupów Oceanii z prośbą o przysłanie kapłanów. W 1888 przybyło trzech pierwszych księży katolickich ze zgromadzenia Misjonarzy Najświętszego Serca Jezusowego. Zostali tam oni zorganizowaną wspólnotę katolicką i kościoły. Na samym Nonouti przed przybyciem misjonarzy było już 560 osób ochrzczonych i 600 osób przygotowujących się do chrztu.
Później misje na Wyspach Gilberta prowadzili Francuzi. Wszyscy wikariusze apostolscy Wysp Gilberta i pierwszy biskup Tarawy byli misjonarzami francuskimi. Dopiero piąty, obecny zwierzchnik diecezji jest Kiribatyjczykiem.
28 czerwca 1897 papież Leon XIII erygował wikariat apostolski Wysp Gilberta. Dotychczas wierni z tych terenów należeli do wikariatu apostolskiego Nowego Pomorza (obecnie archidiecezja Rabaul), a wcześniej do zlikwidowanego w 1889 wikariatu apostolskiego Mikronezji.
21 czerwca 1966 wikariat podniesiono do godności diecezji i nazwano diecezja Tarawa.
15 listopada 1978 zmieniono nazwę diecezji na Diecezja Tarawa, Nauru i Funafuti, która bardziej odpowiadała terenom zajmowanym przez nią.
10 września 1982 z diecezji wydzielono Tuvalu (w państwie tym tego dnia powstała misja "sui iuris" w Funafuti). Tym samym diecezja zmieniła nazwę na obecną.

## Biskupi

### Wikariusze apostolscy Wysp Gilberta
- Joseph-Marie Leray MSC (27 lipca 1897 - 1926 lub 1927)
- Joseph Bach MSC (26 stycznia 1927 - 27 grudnia 1933)
- o. Joseph Lebeau MSC (1933 – 1937) administrator apostolski
- Octave Terrienne MSC (2 grudnia 1937 - 28 lutego 1961)
- Pierre Guichet MSC (19 lipca 1961 - 21 czerwca 1966)

### Biskupi
- Pierre-Auguste-Antoine-Marie Guichet MSC (21 czerwca 1966 - 15 listopada 1978) biskup Tarawy
- Paul Mea MSC (15 listopada 1978 - 29 czerwca 2020) biskup Tarawy, Nauru i Funafuti (1978 - 1982), od 1982 biskup Tarawy i Nauru
  - Koru Tito (nominowany 29 czerwca 2020, zmarł przed przyjęciem sakry)
- Simon Mani (27 lipca 2024 - nadal)